# Tour of Austria

Logo ab 2023

Logo (2012)

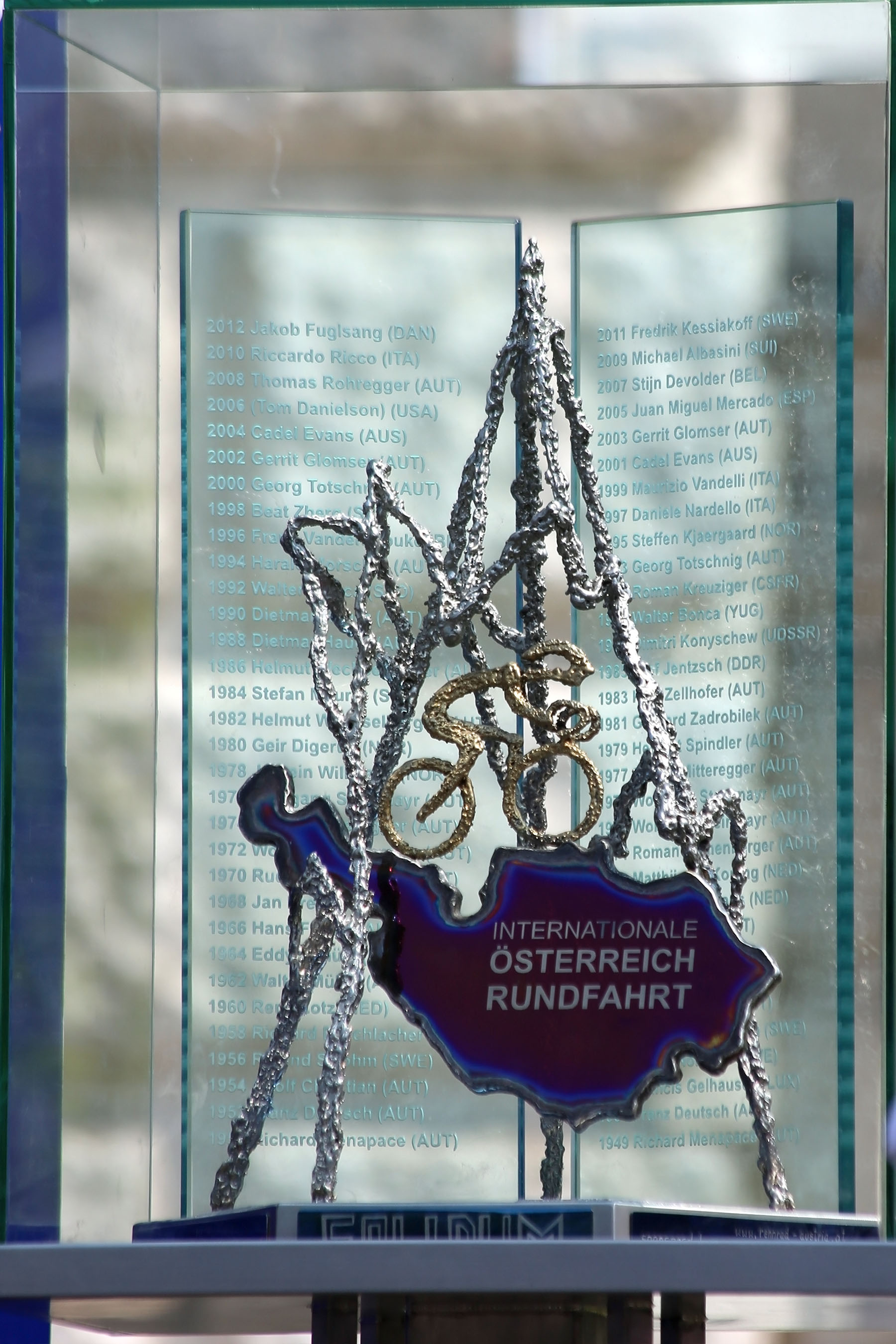
Trophäe der Rundfahrt 2013

Die Tour of Austria ist ein internationales Radrennen, das 1949 erstmals ausgetragen wurde. Bis 2022 trug das Etappenrennen den Namen Österreich-Rundfahrt.
Der Wettbewerb gehört zur UCI Europe Tour und war bis 2005 in die UCI-Kategorie 2.1 und ab 2006 in die Hors Catégorie eingeordnet. 2016 wurde die Rundfahrt aus organisatorischen Gründen wieder in die Kategorie 2.1 herabgestuft. Zur Saison 2020 wurde die Rundfahrt in die neu geschaffene UCI ProSeries aufgenommen.
Die Österreich-Rundfahrt 2020 wurde aufgrund der COVID-19-Pandemie abgesagt. 2021 erfolgte eine Absage aus finanziellen Gründen. 2022 erfolgte eine Absage aufgrund des Rückzugs der Kärntner Etappenorte und der aktuellen wirtschaftlichen Verunsicherung. Die Österreich-Rundfahrt kehrte nach drei Jahren Pause im Sommer 2023 unter neuem Namen als „Tour of Austria“ in den Rennkalender zurück.

## Geschichte
Das zwischen sieben und zehn Etappen lange Rennen wurde 1949 in der Nachkriegszeit erstmals ausgetragen und es gewann in den 1990er-Jahren erheblich an Reputation. 1947 (Sieger Robert Renonce) und 1948 (Sieger Raymond Colliot) gab es Vorläuferrennen unter dem Namen „Quer durch Österreich“. Die Österreich-Rundfahrt diente wegen ihrer anspruchsvollen Bergetappen für viele Sportler als Vorbereitungsrennen für die Tour de France. Seit 2005 wird die Rundfahrt jedoch nicht mehr wie bis dahin im Juni, sondern Anfang Juli und damit zeitgleich mit der Tour de France ausgetragen. Seit 1949 konnten zwanzig Österreicher die Tour gewinnen. Erfolgreichster Etappensieger ist der Österreicher Franz Deutsch, der zwölf Tagesabschnitte gewann.
1978 wurden in der Nacht vor der 5. Etappe (Kaprun–Innsbruck) am 30. Mai die zwei Busse des west- und des ostdeutschen Teams aufgebrochen und je drei Rennräder gestohlen. Die Teilnahme beider Teams wurde durch sechs Ersatzräder von anderen Teams ermöglicht.
2007 wurde die Österreich-Rundfahrt auf acht Etappentage erhöht und 2008 wurden ebenfalls acht Etappen gefahren.
Zur 60. Auflage der Rundfahrt 2008 konnten Stars wie Tom Boonen, Davide Rebellin, Danilo di Luca, Paolo Bettini, Danilo Napolitano und Paolo Savoldelli verpflichtet werden. Die 60. Rundfahrt gewann Thomas Rohregger aus Österreich. Die 61. Auflage der Rundfahrt 2009 wurde zwischen 5. Juli und 12. Juli ausgetragen. Zudem bestritten vier Landesmeister die  Österreich-Rundfahrt: neben Markus Eibegger aus Österreich Martin Reimer aus Deutschland, Martin Velits aus der Slowakei und Koos Moerenhout aus den Niederlanden.
Die Tour of Austria 2024 endete nach dem tödlichen Sturz von André Drege auf der vierten Etappe am 6. Juli mit einer Kondolenzfahrt tags darauf.

## Wertungstrikots
Wie bei jeder Radrundfahrt gibt es auch bei der Österreich-Rundfahrt verschiedene Wertungstrikots:
- Das Rote Trikot: Ab 2018 trägt der Gesamtführende der Österreich-Rundfahrt aufgrund des neuen Hauptsponsors Flyeralarm rot. Bis 2017 war es das Gelbe Trikot. Die Gesamtwertung wird erstellt, indem die Zeiten aller Etappen unter Berücksichtigung der Zeitgutschriften und Zeitstrafen addiert werden. Für alle Fahrer, die in einer Gruppe das Ziel passieren, wird die gleiche Zeit eingesetzt. Solange ein Nachfolgender nicht mehr als eine Sekunde nach seinem Vordermann das Ziel erreicht, werden beide zur gleichen Gruppe gerechnet.
- Das Grüne Trikot: Seit 2015 zeichnet das Grüne Trikot den Führenden in der Punktewertung. Träger des Grüne Trikots ist der Fahrer mit den meisten Punkten. Die Punkte werden pro Etappe für die ersten zehn Fahrer in der Reihenfolge ihrer Klassierung vergeben (15, 12, 10, 8, 7, 6, 5, 4, 3, 2 Punkte). Zusätzlich werden während der einzelnen Etappen Punkte in den Sprintwertungen vergeben (4, 2 und 1 Punkte). Bis 2008 war das Trikot weiß-blau. 2009 und 2010 ist die Farbe des Trikots grün gewesen. Von 2011 bis 2014 war es rot.
- Das Rot-gepunktete Trikot: Das weiße Trikot mit den roten Punkten trägt der Fahrer, der die Bergwertung anführt. Träger des gepunkteten Trikots ist jeder Fahrer, der bei den Bergwertungen in Summe die meisten Punkte erringen konnte. Die Anzahl der Wertungspunkte richtet sich nach der Schwierigkeit des Anstiegs. Am meisten Punkte gibt es für Bergwertungen der Hors Catégorie, danach absteigend nach I., II., III. und IV. Kategorie.
- Das führende Team in der Mannschaftswertung trägt kein Führungstrikot.
- Das Goldene Trikot: Traditionell wird bei der Österreich-Rundfahrt auch der beste Österreicher im Feld ausgezeichnet. So trägt der beste rot-weiß-rote Athlet in der Gesamtwertung das goldene Trikot.
- Der beste U25-Fahrer wird mit einer gelben Rückennummer ausgezeichnet.